# Kouros di Melos
Il Kouros di Melos (a volte italianizzato in "Milo") è una scultura in marmo (h. 214 cm) databile al 540 a.C. circa e conservata nel Museo archeologico nazionale di Atene.

## Descrizione e stile
Si tratta di un illustre esempio di kouros del VI secolo legato alla corrente ionica, che rispetto alle durezze di quella dorico-peloponnesiaca, è contraddistinta da una figura più elegante e slanciata, di maggiore agilità e con una definizione anatomica più sottile.
Il fanciullo, fratturato alle caviglie e ai piedi, sta eretto e nudo, come tipico nelle rappresentazioni dei kouroi, col piede sinistro leggermente avanzato. Le braccia sono dritte e strette ai fianchi. Il volto è giovanile, col tipico sorriso arcaico, i capelli lunghi e ricadenti sulle spalle.